# Ribeirão das Anhumas
Ribeirão das Anhumas är ett vattendrag i Brasilien.   Det ligger i delstaten São Paulo, i den sydöstra delen av landet, 800 km söder om huvudstaden Brasília.
Omgivningarna runt Ribeirão das Anhumas är en mosaik av jordbruksmark och naturlig växtlighet. Runt Ribeirão das Anhumas är det mycket tätbefolkat, med 1 517 invånare per kvadratkilometer.